# Conchopus sinatus
Conchopus sinatus är en tvåvingeart som beskrevs av Sadao Takagi 1965. Conchopus sinatus ingår i släktet Conchopus och familjen styltflugor. Inga underarter finns listade i Catalogue of Life.